# India de Beaufort
India de Beaufort, née le 27 juin 1987 à Kingston upon Thames (Londres), est une actrice et chanteuse britannique

## Biographie
India de Beaufort est née le 27 juin 1987 à Kingston upon Thames (Londres).
Elle est la fille de danseurs, Karen de Beaufort, née à Liverpool en 1959 et de Nick Lloyd, né à Londres en 1959 qui, pendant les années 1970 et 1980, apparaissent dans de nombreuses émissions de télévision britanniques.

### Vie privée
Elle est mariée depuis 2015 à Todd Grinnell. Ils ont un fils, Crosby James Grinnell, né en 2018.

## Carrière
Elle fait ses premiers pas au cinéma en 2007 dans le film de David Schwimmer, Cours toujours Dennis.
Elle débute en 2009 à la télévision dans Kröd Mändoon and the Flaming Sword of Fire et Les Frères Scott, diffusée sur CW.
En 2019, elle rejoint la série Au fil des jours, où elle joue Avery, la nouvelle compagne de Schneider, joué par Todd Grinnell, son époux dans la vie.
En 2022, elle tourne dans KIMI de Steven Soderbergh et La Petite Nemo et le Monde des rêves de Francis Lawrence et dans la série Toujours là pour toi.

## Filmographie
Sauf indication contraire, les informations mentionnées dans cette section peuvent être confirmées par la base de données cinématographiques IMDb,  présente dans la section « Liens externes ».

### Cinéma

#### Longs métrages
- 2007 : Cours toujours Dennis (Run, Fat Boy, Run) de David Schwimmer : Maya
- 2015 : The Better Half de Michael Winnick : Dina
- 2022 : KIMI de Steven Soderbergh : Sharon
- 2022 : La Petite Nemo et le Monde des rêves (Slumberland) de Francis Lawrence : Mme Arya

### Télévision

#### Séries télévisées
- 2009 : Kröd Mändoon and the Flaming Sword of Fire : Aneka
- 2009 - 2010 : Les Frères Scott (One Tree Hill) : Miranda Stone
- 2011 : Chuck : Jasmine
- 2012 : Jane by Design : India Jordain
- 2013 : How I Met Your Mother : Sophia
- 2013 : La Diva du divan (Necessary Roughness) : India
- 2014 : Chicago Police Department (Chicago P.D) : Leyla
- 2014 - 2017 : Roi Julian ! L'Élu des lémurs (All Hail King Julien) : Clover / Crimson / Gand-Mère Rose (voix)
- 2015 : Blood and Oil : Jules Jackman
- 2015 : Castle : Taylor McKinley
- 2015 : Night Shift : Farrah
- 2016 : Younger : Radha
- 2016 : 2 Broke Girls : Winona
- 2016 - 2018 : NCIS : Los Angeles : Alexandra Reynolds
- 2017 - 2018 : Kevin (Probably) Saves the World : Kristin Allen
- 2017 - 2019 : Veep : Brie Ramachandran
- 2019 : Modern Family : Dr Singh
- 2019 - 2020 : Au fil des jours (One Day at a Time) : Avery
- 2020 : Zoey et son incroyable playlist (Zoey's Extraordinary Playlist) : Jessica
- 2020 - 2022 : Annie & Pony (It's Pony) : Helen / La mère / La vieille femme (voix)
- 2021 : Fast and Furious : Les Espions dans la course (Fast & Furious : Spy Racers) : Dann (voix)
- 2022 : Toujours là pour toi (Firefly Lane) : Charlotte
- 2022 : Kamp Koral : Bob la petite éponge (Kamp Koral : SpongeBob's Under Years) : Maisey Manes (voix)
- 2023 - 2024 : Night Court : Olivia

## Voix françaises
En France, India de Beaufort n'a pas encore de voix régulière, elle est doublée cependant par Marie Diot et Nayéli Forest à trois et deux reprises chacune.
- Marie Diot[3] dans (les séries télévisées) :
  - NCIS : Los Angeles
  - Chuck
  - Les Frères Scott
- Nayéli Forest[3] dans (les séries télévisées) :
  - Zoey et son incroyable playlist
  - Au fil des jours

Et aussi
- Dominique Lelong dans Younger[3] (série télévisée)
- Anne-Charlotte Piau dans Castle[3] (série télévisée)
- Valérie Nosrée dans Annie & Pony[3] (voix)
- Delphine Braillon dans La Petite Nemo et le Monde des rêves[3]